# Eva Meyer (Philosophin)
Eva Meyer (* 1950 in Freiburg im Breisgau) ist eine deutsche Philosophin, Schriftstellerin und Filmemacherin.

## Leben
Eva Meyer studierte in Freiburg und Berlin Philosophie, Kunstgeschichte, Archäologie und Romanistik. An der Bochumer Figurentheaterschule empfing sie eine Ausbildung als Puppenspielerin. In Berlin hat sie 1976 den Frauenbuchladen Lilith sowie den gleichnamigen feministischen Verlag mitgegründet. 1982 wurde sie mit der Arbeit Zählen und Erzählen: Für eine Semiotik des Weiblichen promoviert. Sie nahm verschiedene Gastprofessuren in Europa und den USA wahr.
In ihren theoretischen sowie literatur-, film- und kunstkritischen Arbeiten hat Eva Meyer Anregungen der Philosophie der Kybernetik von Gotthard Günther, der Dekonstruktion von Jacques Derrida sowie der Sozialphilosophie von Hannah Arendt aufgenommen. In Zusammenarbeit mit dem Künstler Eran Schaerf ist sie zudem seit den 1990er Jahren mit einer Reihe von Hörspielen und Filmen hervorgetreten.
Elfriede Jelinek bescheinigte den theoretischen Essays von Eva Meyer: „Sie hat auch in der Theorie so eine Anmut. […] Sie beherrscht es, ohne Haß und Aggression die Dinge einzuschreiben.“

## Schriften (Auswahl)
- Zählen und Erzählen. Für eine Semiotik des Weiblichen. Medusa, Wien / Berlin 1983, ISBN 3-85446-086-4.
- Architexturen. Stroemfeld/Roter Stern, Basel / Frankfurt am Main 1986, ISBN 3-87877-271-8.
- Der Unterschied, der eine Umgebung schafft. In: Im Netz der Systeme. Hrsg. von der Ars electronica (Linz). Merve, Berlin 1990, ISBN 978-3-88396-072-2, S. 110–122.
- Ottingers Artefakt. In: Ulrike Ottinger. Texte und Dokumente. Freunde der deutschen Kinemathek Berlin, Berlin 1995 = Kinemathek (ISSN 0173-3710), 32. Jg., H. 86 (Oktober 1995), S. 7–8.
- Tischgesellschaft. Stroemfeld, Basel / Frankfurt am Main 1995, ISBN 978-3-86109-125-7.
- Faltsache. Stroemfeld, Basel / Frankfurt am Main 1996, ISBN 978-3-86109-137-0.
- Von jetzt an werde ich mehrere sein. Stroemfeld, Frankfurt am Main / Basel 2003, ISBN 978-3-86109-166-0.
- Legende sein. Stroemfeld/Nexus, Frankfurt am Main / Basel 2016, ISBN 978-3-86109-202-5.